# Twilight Struggle
Twilight Struggle («Lucha Crepuscular») es un juego de mesa temático de guerra y estrategia para dos jugadores ambientado en la Guerra Fría. Un jugador representa a los Estados Unidos y el otro a la Unión Soviética. El nombre del juego fue tomado del discurso de investidura de John F. Kennedy:

«La trompeta nos convoca de nuevo, no para alzarnos en armas, aunque las necesitaremos; no para ir a la batalla, aunque ya estemos en guerra; sino para que soportemos la carga de esta larga lucha crepuscular...»

En diciembre de 2010, Twilight Struggle se convirtió en el juego mejor evaluado en BoardGameGeek, sobrepasando a Puerto Rico y en 2025 accedió al salón de la fama de BoardGameGeek como uno de sus veinticinco primeros juegos seleccionados Ha sido editado en varios idiomas, incluido el español.

## Componentes
El tablero es un mapa del mundo a finales de la Guerra Fría. Está dividido en seis regiones geopolíticas: África, América central, Asia (con la subregión del sudeste asiático), Europa (dividida en oriental y occidental), Oriente Medio y Sudamérica. Las fronteras entre los países responden más a consideraciones de su relación durante el período en cuestión que a la geografía, pues países limítrofes en el mundo real pueden no tener relación directa en el tablero o viceversa. Además, posee múltiples áreas donde se colocan los marcadores usados para los diversos aspectos del juego, como la puntuación, la carrera espacial o la DEFCON actual.
El juego incluye 103 cartas (110 en la edición de lujo y una carta especial en la edición en español), 228 marcadores, el reglamento, dos cartillas de ayuda y dos dados de seis caras.

## Modo de juego
El juego usa un mismo marcador de puntos de victoria para ambos bandos, que va desde -20 (victoria soviética) a +20 (victoria estadounidense). El marcador comienza en 0. El objetivo del juego es llevar el marcador al extremo propio, o tener el marcador a favor al término de diez turnos de juego. También se puede ganar teniendo el control de Europa cuando la carta de puntuación de Europa es jugada. Además, un jugador puede perder en caso de comenzar una guerra nuclear durante su ronda.
Cada uno de los diez turnos de juego consiste en una «fase de cabecera» y seis o siete rondas en que los jugadores alternan el empleo de sus cartas. En cada turno se reparten ocho o nueve cartas, que pueden representar eventos históricos o causar el recuento de puntos.
Las cartas se dividen en tres períodos: guerra inicial, intermedia y tardía. Sólo se reparten las cartas de la guerra inicial durante los primeros turnos; luego se agregan las demás a la baraja. Esto ordena los eventos históricos en una línea temporal cercana a la real, de manera que la guerra de Corea probablemente ocurrirá antes que la crisis de los misiles en Cuba, y ésta lo hará antes que el discurso de Ronald Reagan sobre el «imperio del mal», pero el orden específico variará en cada partida.
Las cartas se juegan de dos maneras: como eventos o como operaciones. Cada jugador debe jugar al menos un evento (la «fase de cabecera») cada turno. Los eventos del juego representan eventos históricos específicos (como la creación de la Agencia Central de Inteligencia, el bloqueo de Berlín o la crisis del canal de Suez), o situaciones más generales (como la celebración de una cumbre o de los juegos olímpicos). Las operaciones permiten influir en un país, intentar un golpe de Estado, realinear un país hacia el propio bloque, o mejorar la posición de la superpotencia en la carrera espacial.
Los eventos favorecen a los EE. UU., a la URSS, o a ambos. Una característica particular de este juego es que si una carta jugada como operaciones tiene un evento que favorece al oponente, el evento ocurre; por lo tanto, un jugador puede verse obligado a ayudar a su oponente para obtener algún beneficio. Una excepción a lo anterior es la carrera espacial, que permite deshacerse de una carta sin provocar el evento asociado. Por el contrario, si el evento favorece al jugador que juega la carta, o a ambos, se tiene la opción de provocar el evento o de efectuar operaciones.
La influencia se usa para controlar países. Cada país tiene un número que representa su estabilidad, y un jugador debe superar a su oponente por ese número de puntos de influencia en el país para controlarlo. Por ejemplo, Chile tiene una estabilidad de 3, de manera que si EE. UU. tiene una influencia de 2 y la URSS de 5, los soviéticos controlan Chile; pero si los números fueran 2 y 4, la diferencia sería menor a 3 y ninguno lo controlaría. Se puede influir en países que tengan influencia propia al comienzo de la ronda o en países adyacentes a ellos (lo que representa la teoría del dominó), y cuesta el doble hacerlo en países controlados por el oponente. Además, algunos eventos otorgan puntos de influencia.
Las tiradas de realineación sirven para reducir la influencia del oponente en un país, y tienen mayores probabilidades de éxito mientras más influencia se tenga en el país y en zonas adyacentes. Los golpes de estado exitosos también permiten ganar influencia y prevenir el dominio del oponente en regiones aisladas. Los países más estables son menos vulnerables a los golpes de estado. Sin embargo, apoyar un golpe en países claves, clasificados como «conflictivos», incrementa la tensión nuclear y disminuye la DEFCON.
El nivel de la DEFCON comienza en 5 y puede disminuir por golpes de estado y otros eventos. Si una jugada baja la DEFCON a 1, el juego termina con una guerra nuclear, y el jugador cuya ronda está en curso pierde el juego. A medida que la DEFCON disminuye, se prohíben los golpes de estado y las realineaciones en ciertas regiones del mapa (se hacen menos probables en Europa, pero siguen siendo posibles en regiones más inestables como África y Latinoamérica). La DEFCON aumenta en 1 automáticamente al término de cada turno.
Cada jugador debe conducir un número de operaciones militares, igual al nivel de DEFCON, cada turno, para evitar la pérdida de puntos de victoria. Esto se logra jugando eventos de guerra (algunos de los cuales pueden ocurrir varias veces, como las guerras indo-paquistaníes o las guerras árabe-israelíes), si posee alguno; de lo contrario deberá efectuar golpes de estado.
Controlar un país no otorga puntos de victoria instantáneamente, sino que contribuye a tener «presencia», «dominio» o «control» de una región, lo que otorgará puntos cuando la carta de puntuación de esa región sea jugada. Una carta de puntuación puede aparecer varias veces en el juego. Se obtienen puntos adicionales por los países «conflictivos» que se controlen en la región, y por controlar países limítrofes con la superpotencia enemiga. Avanzar en la carrera espacial también otorga puntaje, al igual que algunos eventos.
El juego es estrictamente para dos jugadores. Todos los países son mostrados como satélites de las superpotencias o como estados no alineados. Esto representa la lógica interna de la Guerra Fría y se aplica incluso a potencias menores como el Reino Unido o Francia, por ejemplo, representando la política internacional independiente de Charles de Gaulle como un aumento de la influencia soviética y una disminución de la estadounidense en Francia. La única excepción es China, representada por una carta de alto valor de operaciones que comienza en manos del jugador soviético, pero que puede cambiar de mano a medida que China se aleja de un bloque para acercarse al otro.
Los jugadores tratan generalmente de controlar Europa, Asia y el Medio Oriente durante los turnos iniciales, pues las cartas de puntuación de las otras regiones se agregan a la baraja durante el período intermedio de la guerra. El juego se inclina levemente a favor de la URSS durante los primeros turnos, pues los eventos en Asia, como las revueltas en Vietnam y la descolonización, llevarán a la expansión soviética en esa región. Eventos de la guerra tardía, como el desastre de Chernóbil, la Dama de Hierro, Tear down this wall y Solidaridad, ayudan a EE. UU. a expandir su influencia en Europa posteriormente.

## Premios
Twilight Struggle ganó el premio Charles S. Roberts 2005 al Mejor juego de mesa de la era moderna,
y el International Gamers Award 2006 al Mejor juego de guerra y Mejor juego para dos jugadores.  Fue el primer juego en ganar dos International Gamers Awards.